# Kobe
Kobe (神戸市 Kōbe-shi) er en by i Japan. Byen ligger på den vestlige del af øen Honshu ved Osakabugten. Den ligger ca. 30 kilometer vest for Osaka og er en af Japans vigtigste havnebyer. Den har 1.521.707(2021) indbyggere og er hovedby i præfekturet Hyōgo.
Kobe blev i 1995 ramt af et jordskælv, der målte 7,2 på richterskalaen.
Michael Laudrup spillede en overgang for Kobes fodboldhold.

## Galleri
- Kobe-ohashi
- Luminous Kobe2
- Portopia Hotel
- Harbor land
- Kobes havn
- Night view
- Arima-Onsen